# Inseratenkorruption
Der Term Inseratenkorruption bezeichnet in Österreich den Zusammenhang zwischen Inseraten und Werbung in einem Medium durch die Politik und der positiven Berichterstattung über die Politik in diesem Medium. Das Wort war 2021 Kandidat für das Österreichische Wort des Jahres.

## Definition
Inseratenkorruption wird zwischen Wirtschaftsförderung und Medienmanipulation eingeordnet.
Im Zuge der Ermittlungen in der ÖVP-Korruptionsaffäre wurde Inseratenkorruption in einem Amtsvermerk durch die österreichische Wirtschafts- und Korruptionsstaatsanwaltschaft als die „direkte Relation der quantitativen und qualitativ positiven Berichterstattung (meist) in Boulevardmedien mit dem Volumen der Inseratenbeauftragung durch Politiker*innen“ bezeichnet.

## Finanzielle Bedeutung von Inseraten
Aufgrund sich ändernder wirtschaftlicher Parameter sind österreichische Medien zunehmend wirtschaftlich abhängig von Werbeschaltungen durch öffentliche Institutionen. Der dadurch steigende wirtschaftliche Druck ist die Grundlage für Inseratenkorruption. Die Größenordnung fasst Andy Kaltenbrunner in der Studie Scheinbar transparent II wie folgt zusammen:

„Die große Bedeutung des Steuermitteleinsatzes in den Tageszeitungen lässt sich aber schon in einfachen Gegenüberstellungen feststellen: Bei praktisch allen Zeitungsverlagen ist der von uns aus Inseraten und Förderungen berechnete Erlös höher als die zuletzt für 2018 und 2019 ausgewiesenen Gewinne ihrer Verlage.“

Bei den Gratiszeitungen Heute und Österreich wird der Anteil öffentlicher Inserate am Umsatz auf 20–40 Prozent geschätzt, beim Standard auf 15 Prozent und bei Zeitungen aus dem Mediaprint-Verlag auf etwas über 10 Prozent.
Forschung
Eine 2024 erschienene Studie kam zum Schluss, dass nach mutmaßlichen Absprachen zwischen Sebastian Kurz (ÖVP) und Oe24 im Zuge der ÖVP-Korruptionsaffäre, Kurz zwischen 50 und 100 Prozent häufiger erwähnt wurde. Konkurrenten wurden tendenziell negativer dargestellt. Für diese Studie wurden 222.000 Nachrichtenartikel aus 18 österreichischen Medien untersucht.

## Kritik
Inseratenkorruption stand bereits mehrfach im Mittelpunkt österreichischer Untersuchungsausschüsse. Auch international wird die österreichische Inseratenkorruption wahrgenommen und kritisiert. Inseratenkorruption ist einer der genannten Gründe für den Abstieg Österreichs in der Rangliste der Pressefreiheit von Reporter ohne Grenzen vom 17. Platz 2021 auf den 31. Platz 2022.
Das Ende der Inseratenkorruption war eine von fünf Kernforderungen des Rechtsstaat- und Antikorruptionsvolksbegehrens. Darüber hinaus stand das Thema im Mittelpunkt einer Petition der Plattform Aufstehn.
Verschiedene österreichische Medien und Politiker fordern Maßnahmen, um Inseratenkorruption zu verhindern. Dazu gehören u. a. eine neue Ausrichtung der Medienförderung, eine Beschränkung der Regierungsausgaben für Inserate, einheitliche Qualitätskriterien für letztere oder auch die strikte Trennung von Geschäftsführung und Redaktion in österreichischen Zeitungen.
Im Herbst 2023 übte der Rechnungshof (RH) Kritik an der Inseratenpolitik der Regierungen. Zum Welt-Antikorruptionstag 2023 kritisierte NEOS-Abgeordnete Stephanie Krisper, dass es keine Höchstgrenzen für Regierungsinserate gebe.

## Beispiele
Dem ehemaligen österreichischen Bundeskanzler Werner Faymann wurde eine ausgeprägte Nähe zum Boulevard attestiert. Für seine Ausgaben für Zeitungswerbung wurde er regelmäßig kritisiert. Ein Ermittlungsverfahren gegen ihn und den ehemaligen österreichischen Staatssekretär Josef Ostermayer, das durch eine Anzeige der FPÖ initiiert wurde, wurde 2013 eingestellt. Der ehemalige grüne Abgeordnete Peter Pilz bezeichnete Faymann als „Erfinder der Inseratenkorruption“.
Unter den Bundesregierungen Kurz I und Kurz II klagten mehrere Journalisten und Verleger öffentlich über den Druck, der auf sie ausgeübt wurde, darunter Horst Pirker oder Thomas Schrems. Auch die Stadt Wien wird regelmäßig für ihre Medienpolitik und ihre Ausgaben für Werbeeinschaltungen kritisiert, insbesondere im Zusammenhang mit Wahlkämpfen.
Wolfgang Fellner, der Herausgeber der Gratiszeitung Österreich, wird immer wieder dafür kritisiert, Druck auf politische Amtsträger für die Schaltung von Werbeanzeigen auszuüben. Diese Vorgehensweise wurde u. a. von Christian Kern, Reinhold Mitterlehner und Karin Kneissl öffentlich angeprangert.

## Verwandte Themen
- Das österreichische Medientransparenzgesetz verpflichtet staatliche Institutionen und Unternehmen zur Offenlegung ihrer Werbeausgaben.
- Österreichische Presseförderung
- Im österreichischen Demokratie-Index 2023 wird kritisiert, „dass staatliche Förderungen und Inserate nach wie vor nicht an medienethische Kriterien gekoppelt sind und die Finanzierung des Presserats nicht ausreichend gesichert ist.“[24]
- Im Herbst 2024 veröffentlichte ein Forschungsteam der Universitäten Wien und Freiburg/Fribourg (Schweiz) eine Studie in einem internationalen Fachjournal. Die Studie deckt auffällige Muster in der Medienberichterstattung auf, die mit den Vorwürfen rund um die ÖVP-Korruptionsaffäre korrespondieren, und verwendet dazu automatisierte Inhaltsanalysen sowie ökonometrische Methoden zur Identifizierung kausaler Zusammenhänge.[25][26]